# Micropera sterrophylla
Micropera sterrophylla är en orkidéart som först beskrevs av Rudolf Schlechter, och fick sitt nu gällande namn av Leslie Andrew Garay. Micropera sterrophylla ingår i släktet Micropera och familjen orkidéer. Inga underarter finns listade i Catalogue of Life.